# Акчура
Акчура — деревня в Кувандыкском городском округе Оренбургской области.

## География
Находится на реке Катрала, в 15 км от села Чураево.

## История
В «Списке населенных мест» 1871 г. деревня отмечена в форме Акчурина.

## Население
| 2010 |
| ---- |
| 24   |